# 张铁岗
张铁岗（1945年—），汉族，河南许昌人，2003年当选中国工程院能源与矿业工程学部院士、第十一届全国政协委员。

## 生平
加入中国共产党，担任河南省平顶山煤业有限责任公司教授级高级工程师。2008年，当选第十一届全国政协委员，代表科学技术界，分入第三十组。